# Don't Shoot Me Santa
"Don't Shoot Me Santa" é uma música da banda americana de rock The Killers. Ela é o segundo single de natal do grupo, seguindo "A Great Big Sled", lançada em 2006. Parte do lucro recebido com a venda deste single foi doado para as obras de caridade (RED Campaign) de Bono Vox contra a AIDS.

## Faixas
CD single
1. "Don't Shoot Me Santa" - 4:04
2. "Don't Shoot Me Santa" (Video) - 4:33

## Paradas musicais
| Paradas (2007)                                  | Melhor posição |
| ----------------------------------------------- | -------------- |
| Canadá (Canadian Hot 100)                       | 23             |
| Irlanda (IRMA)                                  | 49             |
| Escócia (Scottish Singles Chart)                | 21             |
| Reino Unido (UK Singles Chart)                  | 34             |
| Estados Unidos (Bubbling Under Hot 100 Singles) | 8              |